# Милцано
Милца̀но (на италиански: Milzano, на източноломбардски: Melsà, Мелса) е село и община в Северна Италия, провинция Бреша, регион Ломбардия. Разположено е на 49 m надморска височина. Населението на общината е 1775 души (към 2013 г.).